# NGC 2987
NGC 2987 ist eine Spiralgalaxie vom Hubble-Typ Sab im Sternbild Sextant am Himmelsäquator. Sie ist schätzungsweise 161 Millionen Lichtjahren von der Milchstraße und hat einen Durchmesser von etwa 75.000 Lj.
Das Objekt wurde am 25. März 1884 von dem Astronomen Édouard Stephan entdeckt.